# Revista Tição
Tição surgiu em março de 1978, idealizada por um coletivo de jornalistas, publicitários, poetas, professores e estudantes negros ligados ao Grupo Palmares, sediado no Sindicato dos Jornalistas de Porto Alegre. O projeto nasceu em meio à “abertura lenta, gradual e segura” promovida pelo governo Geisel e ao fortalecimento do Movimento Negro Unificado (MNU), criado naquele mesmo ano para articular reivindicações antirracistas em âmbito nacional.
Em 1978 e 1979, Tição circulou na forma de revista anual; apresentou seu segundo número em agosto de 1979. Já em 1980, mudou para formato tablóide e passou a sair trimestralmente, encerrando sua publicação em outubro daquele ano com o terceiro exemplar. Em 2025, foi lançada a edição especial que comemora os 50 anos da revista, trazendo enquanto temática a resistência negra. 

## Fundação e História

### Origem e Grupo Palmares
Em 20 de julho de 1971, foi fundado em Porto Alegre o Grupo Palmares, cuja missão era promover estudos históricos e culturais sobre a população negra brasileira, embasado em influências do Teatro Experimental do Negro e do movimento francês Négritude. A iniciativa de criar uma publicação própria emergiu em 1977–1978, quando novos integrantes como Oliveira Silveira, Vera Daisy Barcellos e Helena Vitória Machado se uniram ao grupo para dar origem à Tição.

### Processo editorial e financiamento
As reuniões de pauta e redação ocorriam na sede do Sindicato dos Jornalistas Profissionais de Porto Alegre, na Rua dos Andradas, sob presidência de Antônio Oliveira. Para custear impressão e distribuição, o coletivo promoveu o espetáculo “Música Negra do Sul” no Clube Náutico Marcílio Dias, angariando fundos e ampliando o diálogo com a comunidade local.

## Influências internacionais e luta antirracista
O Movimento Negro Unificado (MNU), com o qual Tição dialogou desde 1978, trazia influências diretas da luta pelos direitos civis nos Estados Unidos e dos movimentos de libertação africanos da década anterior. Justamente nesse período, a “Nova fase da luta antirracista” global se organizava em torno de correntes como o Black Power, que enfatizava a solidariedade internacional negra e a crítica ao imperialismo.
Publicações como Tição compartilhavam trajetórias com veículos internacionais — por exemplo, o programa norte-americano Black Journal (1968–1977), que vinculava cultura, ativismo e política negra — reforçando a noção de que a produção de mídia por e para negros era núcleo estratégico de mobilização. Na academia, estudos sobre “anti-racism struggles” apontam que essa rede transatlântica de imprensa negra foi fundamental para difundir narrativas de resistência e articulação política em vários continentes.
O discurso de Tição sobre identidade, resgate histórico e educação política reflete também o “amor militante” que caracterizou o Black Power nos EUA — uma concepção de luta impulsionada pelo afeto e pela solidariedade.

## Conteúdo e Proposta

### Temas centrais e articulação política
A Tição dedicava-se a desconstruir o mito da democracia racial, denunciando violações de direitos e violências policiais contra negros no Rio Grande do Sul e no Brasil. Resgatava, ainda, trajetórias de resistência desde o pós-abolição, difundindo ensaios sobre identidade afro-gaúcha e debates culturais inspirados no Movimento Negro Unificado.

### Formato, design e seções
Nos dois primeiros números (1978–1979), circulou em formato de revista, com capas em preto e branco e páginas ilustradas por artistas locais. Em 1980, surgiu em versão jornal tabloide de quatro páginas, facilitando a circulação em espaços públicos e encontros de militantes. As seções fixas incluíam reportagens, artigos de opinião, poesias, ilustrações e a coluna de “Cartas”, que estreitou o diálogo com leitores.

### Destaques editoriais
Alguns artigos se tornaram referência, como estudos sobre o quilombo dos Palmares e críticas às políticas de “anistia” que ignoravam as demandas raciais. As cartas de leitores revelaram ampla mobilização, indicando subscritores em diversas cidades do Rio Grande do Sul e de outros estados.
A publicação dedicava-se a:
- Denunciar o mito da “democracia racial” e o racismo institucional brasileiro, apontando violências policiais e discriminações cotidianas;
- Divulgar debates sobre identidade negra, memória histórica e cultura afro-brasileira;
- Fortalecer redes de solidariedade entre ativistas e intelectuais negros do Rio Grande do Sul e de outras regiões;
- Servir como veículo pedagógico, resgatando a luta negra desde a abolição até a atualidade (Instituto Búzios).

Nos textos e reportagens, Tição articulava análises sociopolíticas com manifestações artísticas (poesias, ilustrações), além de publicar cartas de leitores e registros de eventos culturais e de resistência organizados pela comunidade negra.

## Repressão e Vigilância
A ditadura civil-militar (1964–1985) no Brasil instrumentalizou o mito da “democracia racial” para ocultar as desigualdades estruturais e silenciar vozes dissidentes. Organizações e publicações negras foram frequentemente enquadradas como “ameaça subversiva”, mesmo quando suas pautas se concentravam em direitos civis e denúncia do racismo institucional.
Nesse contexto, a imprensa alternativa — ambiente no qual Tição operou — tornou-se um dos principais canais de resistência democrática, publicando denúncias sobre prisões, torturas e violências policiais contra negros. Relatórios do Serviço Nacional de Informações (SNI) registram claramente a vigilância sobre os editores e pontos de distribuição de Tição, mostrando o medo do regime em relação ao fortalecimento da consciência negra organizada.
A circulação de Tição, assim, não foi mero ato cultural: constituiu um gesto político de enfrentamento ao “Terrorismo de Estado” e à ocultação oficial do racismo, reafirmando que “resistência democrática” incluía necessariamente a luta antirracista Serviços e Informações do Brasil.

### Monitoramento pelo SNI
O Serviço Nacional de Informações enquadrou a Tição como possível “subversão” por questionar o regime e fomentar consciência negra, gerando relatórios internos que detalhavam a identidade de editores e pontos de venda suspeitos.

### Relatórios e classificação
Em fichas do arquivo microfilmado do SNI no Arquivo Nacional, a revista apareceu vinculada a grupos de “extrema-esquerda” e teve seus exemplares apreendidos em algumas bancas de Porto Alegre. Essa vigilância reforça o entendimento do período como de resistência democrática permanente.

## Legado e Preservação
Tição insere-se em uma tradição de quase dois séculos de imprensa negra no Brasil, marcada pela “afirmação social da população negra” e pelo “incisivo combate ao preconceito” desde o século XIX. Essa imprensa sempre teve papel duplo: representar cultural e politicamente o Negro brasileiro e funcionar como instrumento de denúncia e mobilização contra as estruturas racistas nacionais.
Nos estudos atuais, Tição aparece como elo de continuidade entre os primeiros periódicos pós-abolição e a rica produção de jornais negros da Primeira República (1889–1937) — que incluía cerca de 43 títulos apenas em São Paulo e Rio Grande do Sul — e a imprensa alternativa dos anos 1970. Seu legado é também pedagógico: inspirou coletivos posteriores a produzirem publicações independentes voltadas a “ligar passado e presente na luta antirracista”. 
Em termos de memória institucional, exemplares de Tição estão hoje em acervos como o Museu da Comunicação Hipólito José da Costa e o Arquivo Histórico de Porto Alegre, onde subsidiam exposições sobre imprensa alternativa e seminários acadêmicos sobre antirracismo Terra.

### Exposições e pesquisas
Em 2024–2025, o MuseCom promoveu exposições sobre o periódico, destacando sua relevância histórica e visibilidade na luta antirracista Agência Brasil. 
Em 2023, o Museu da UFRGS realizou uma exposição que trazia a revista Tição enquanto referência na imprensa negra rio-grandense.

Pesquisas como as dissertações de Stella Bianca (2021) e Deivison Cezar (2006) usam Tição como fonte para analisar a rearticulação do movimento negro no final do regime militar. 